# Henstridge
Henstridge – wieś w Anglii, w hrabstwie Somerset, w dystrykcie (unitary authority) Somerset. Leży 55 km na południe od miasta Bristol i 169 km na zachód od Londynu. W 2002 miejscowość liczyła 1651 mieszkańców.